# ولاية بلخ
ولاية بـلخ ولاية من الولايات الـ34 في أفغانستان تقع شمالی البلاد وعاصمتها مزار شريف، بينما تصل مساحتها إلی 17,249 کيلو متر مربع وسکانها زهاء 869,000 نسمة.
تبعد محافظة بلخ على بعد 56 كيلومتراً من الحدود الجنوبية لأوزبكستان، ارتفاعها من سطح البحر 1,250 قدمًا، تقع كابول العاصمة منها على بعد 320 كيلومترًا في جنوبها الشرقي. تعتبر إحدى المناطق الخصبة في أفغانستان، تنتج القمح والحرير والقطن والثمار بأنواعها.
يشکل الطاجيک الأغلبية الساحقة تليها الطائفة الأوزبکية فی المرتبة الثانية.
سميت المدينة بـ«مزار شريف» - ومعناه «الضريح المقدس» – نتيجة الاكتشاف المزعوم هناك لقبر «علي بن أبي طالب» (رابع الخلفاء الراشدين) طبقاً للأسطورة الأفغانية والراجح أنه لحفيده علي بن أبي طالب البلخي، وقد نقل جثمانه إليه من تل حمران الواقع في مدينة بلخ.
وقد استولى الأفغان على مزار شريف عام 1852 م، وأصبحت في عام 1869 م حاضرة كبيرة من حواضر تركستان الأفغانية. وتقع على بعد بضعة أميال من مدينة مزار شريف إلى جهة الغرب مدينة «بلخ» التاريخية.
وسبق أن أسست القوات السوفيتية في منطقة «دهدادي» قاعدة من قواعدها المركزية بعد احتلالها أفغانستان سنة 1979م، وشقت روسيا طريقاً من مزار شريف إلى مدينة «ترمذ» الأوزبكية الحدودية، ومدت جسراً على «آمودريا» وسموه «جسر الصداقة»؛ ومن ثَم إزدادت الأهمية الإستراتيجية للمدينة.
ولما خرجت القوات السوفيتية من أفغانستان عام 1989م، كانت القوة الضاربة في المدينة المليشيات الجوزجانية، أو مليشيات «کِلم جم» التي كان يقودها الجنرال «عبد الرشيد دوستم». ولما ضاق الأمر بالرئيس الأفغاني الأسبق «محمد نجيب الله» بعد عام 1991م، أراد أن ينقل عاصمة أفغانستان إليها، إلا أنه لم يتمكن من ذلك.
لما خرجت حكومة الرئيس «رباني» من كابول بعد استيلاء طالبان عليها عام 1996م جعلتها عاصمة لها، إلى أن وقعت بيد طالبان بصورة نهائية يوم 8 أغسطس 1998م.
وحينما قررت أمريکا الحرب على أفغانستان طلبت من عبد الرشيد دوستم -الذي عمل مع كل القوى الأفغانية العميلة للروس وكذلك الأحزاب الإسلامية، وكان يعيش في تركيا- أن يعود إلى أفغانستان. وبدأ الهجوم على مزار شريف وساعده على ذلك «عطا محمد» القائد الميداني التابع للجمعية الإسلامية التابعة للرئيس الأفغاني السابق برهان الدين رباني.

## المديريات
بلخ، شهار بولک، تاشقرغان، نهر شاهي، شمتال، مارمل، حيرتان، دهدادي، کلدار، شورتيبة، دولت آباد، شولکرة، زاري، کشندة، شارکنت ومزار الشريف.

## صفحات لها صلة
علي بن أبي طالب البلخي